# زنجره‌های فشنگی
زنجره‌های فشنگی (نام علمی: Tryella) سرده‌ای از خانواده زنجره هستند. در این سرده ۱۴ گونه زنجره موجود است که همگی در استرالیا و زلاندنو زندگی می‌کنند. برای سال ها اعضاء این سرده در سرده آبریکتا قرار داشتند.

## گونه ها
- زنجره زنگارگون بزرگ (Tryella rubra)
- زنجره فشنگی سیه‌چرده (Tryella crassa)
- زنجره فشنگی علفزار (Tryella graminea)
- زنجره قهوه‌ای وزوزو (Tryella burnsi)
- زنجره سیاه وزوزو (Tryella willsi)
- Tryella adela
- Tryella ochra
- Tryella castanea
- Tryella crassa -
- Tryella infuscata
- Tryella kauma
- Tryella lachlani
- Tryella noctua
- Tryella occidens
- Tryella stalkeri